# Mamie Manckay
Mamie Manckay, née le 19 septembre 1995, connue sous le nom de Zykky Manckay, est une footballeuse internationale congolaise au poste de défenseure au TP Mazembe.

## Biographie

### Carrière en club
Manckay a joué pour l'équipe de Progresso do Sambizanga en Angola.

### Carrière internationale
Manckay a été sélectionnée en équipe de République démocratique du Congo pour le troisième tour du tournoi de qualification olympique féminin de la CAF 2020.